# Harshitha Samarawickrama
Harshitha Madavi Dissanayake Samarawickrama (* 29. Juni 1998 in Colombo, Sri Lanka) ist eine sri-lankische Cricketspielerin, die seit 2016 für die sri-lankische Nationalmannschaft spielt.

## Aktive Karriere
Ihr Debüt in der Nationalmannschaft gab sie beim ICC Women’s World Twenty20 2016 gegen Irland, schied jedoch ohne Runs aus. Das Debüt im WODI-Cricket folgte bei der Tour gegen Australien im September 2016. Sie war Teil des sri-lankischen Teams beim Women’s Cricket World Cup 2017 und absolvierte dort zwei Spiele. Zunächst spielte sie nur vereinzelte Spiele, unter anderem beim Women’s Twenty20 Asia Cup 2018. Im Jahr 2019 machte sie größere Fortschritte, als ihr zwei Mal 42 Runs auf der Tour gegen England gelangen. Ihre beste Leistung beim ICC Women’s T20 World Cup 2020 waren 27* Runs gegen Neuseeland.  Nach der Pause ausgelöst durch die COVID-19-Pandemie erzielte sie beim Commonwealth Games Women’s Cricket Competition Qualifiers 2022 ein Fifty über 65* Runs gegen Malaysia. Im Juni konnte sie dann ebenfalls in der WODI-Serie in Pakistan ebenfalls Fifty (75 Runs) erreichen. Sie war Teil des Teams bei den Commonwealth Games 2022 konnte dort jedoch nicht herausstechen. Beim Women’s Twenty20 Asia Cup 2022 gelang ihr ein Fifty über 81 Runs gegen Thailand, wofür sie als Spielerin des Spiels ausgezeichnet wurde. Als Teil des sri-lankischen Teams beim ICC Women’s T20 World Cup 2023 konnte sie ein Half-Century über 69* Runs gegen Bangladesch erreichen, wofür sie als Spielerin des Spiels ausgezeichnet wurde.